# 哈梅特 (愛達荷州)
哈梅特（英語：Hammett）是位於美國愛達荷州埃爾莫爾縣的一個非建制地區。該地的面積和人口皆未知。

## 地理
哈梅特的座標為42°56′45″N 115°27′58″W / 42.94583°N 115.46611°W，而該地的平均海拔高度為773米（即2536英尺）。